# 25 أبريل
- السبت
- الأحد
- الاثنين
- الثلاثاء
- الأربعاء
- الخميس
- الجمعة

- 2929 رمضان 1446  هـ
- 301 شوال 1446  هـ
- 312 شوال 1446  هـ
- 13 شوال 1446  هـ
- 24 شوال 1446  هـ
- 35 شوال 1446  هـ
- 46 شوال 1446  هـ
- 57 شوال 1446  هـ
- 68 شوال 1446  هـ
- 79 شوال 1446  هـ
- 810 شوال 1446  هـ
- 911 شوال 1446  هـ
- 1012 شوال 1446  هـ
- 1113 شوال 1446  هـ
- 1214 شوال 1446  هـ
- 1315 شوال 1446  هـ
- 1416 شوال 1446  هـ
- 1517 شوال 1446  هـ
- 1618 شوال 1446  هـ
- 1719 شوال 1446  هـ
- 1820 شوال 1446  هـ
- 1921 شوال 1446  هـ
- 2022 شوال 1446  هـ
- 2123 شوال 1446  هـ
- 2224 شوال 1446  هـ
- 2325 شوال 1446  هـ
- 2426 شوال 1446  هـ
- 2527 شوال 1446  هـ
- 2628 شوال 1446  هـ
- 2729 شوال 1446  هـ
- 2830 شوال 1446  هـ
- 291 ذو القعدة 1446  هـ
- 302 ذو القعدة 1446  هـ
- 13 ذو القعدة 1446  هـ
- 24 ذو القعدة 1446  هـ

25 أبريل أو 25 نيسان أو يوم 25 \ 4 (اليوم الخامس والعشرون من الشهر الرابع) هو اليوم الخامس عشر بعد المئة (115) من السنوات البسيطة، أو اليوم السادس عشر بعد المئة (116) من السنوات الكبيسة وفقًا للتقويم الميلادي الغربي (الغريغوري). يبقى بعده 250 يوما لانتهاء السنة.

## أحداث
- 1792 -
  - وضع نشيد الثورة الفرنسية لامارسييز.
  - قاطع الطريق الفرنسي نيكولا جاك بيليتييه يدخل التاريخ كأول شخص يُعدم بالمقصلة.
- 1920 - التوقيع على مقررات مؤتمر سان ريمو التي حددت مناطق الانتداب والنفوذ البريطانية والفرنسية في المشرق العربي.
- 1926 - ظهور أول آلة بيع آلية لبيع بطاقات الدخول ألمانية الصنع في اليابان.
- 1945 - مندوبو خمس وأربعين دولة يجتمعون في سان فرانسيسكو لوضع أسس وميثاق هيئة الأمم المتحدة.
- 1953 - جيمس واتسون وفرنسيس كريك يكتشفون الدنا.
- 1954 - إنتاج أوّل خليّة طاقة شمسيّة ذات كفاءة عالية في مختبرات بل.
- 1955 - الإعلان عن قيام حركة عدم الانحياز على يد جمال عبد الناصر وجوزيف بروز تيتو وجواهر لال نهرو في مؤتمر باندونغ المنعقد في إندونيسيا.
- 1979 - التصديق على وثائق معاهدة السلام بين مصر وإسرائيل.
- 1980 -
  - الحكومة اليابانية تعلن مقاطعتها لدورة الألعاب الأولمبية التي أقيمت في موسكو.
  - فشل القوات الخاصة الأمريكية المسلحة في عملية مخلب النسر التي کانت هدفها تحرير الرهائن الأمريكيين فكانت النتيجة مقتل 8 جنود أمريكيين وإصابة أربعة آخرين بسبب تصادم طائرتين خلال العاصفة الصحراوية في صحراء مدينة طبس الإيرانية.
- 1982 - إتمام الانسحاب الإسرائيلي من سيناء حسب اتفاقية كامب ديفيد.
- 1990 - فيوليتا تشامورو تُصبح رئيسة لنيكاراغوا مما يجعلها أول امرأة تتولى رئاسة دولة في أمريكا اللاتينية.
- 1992 - افتتاح القسم الكردي لراديو صوت أمريكا.
- 2005 - وفاة 107 أشخاص في حادث تحطم سكة الحديد في اليابان.
- 2015 - حدوث زلزال في النيبال بقوة 7.9 درجات، يوقع أكثر من 6500 قتيل ويخلف خسائر جسيمة.
- 2016 - تفجير سيارة مفخخة في السيدة زينب قرب دمشق يؤدي إلى مقتل 15 شخصاً وجرح 40 آخرين، وتنظيم الدولة الإسلامية في العراق والشام يعلن مسؤوليته.
- 2022 - مجلس إدارة تويتر يقبل عرضًا للاستحواذ على المنصة من إيلون ماسك، في صفقةٍ بلغت قيمتها قرابة 44 مليار دولار أمريكي.

## مواليد
- 1214 - الملك لويس التاسع، ملك فرنسي.
- 1284 - الملك إدوارد الثاني، ملك إنجليزي.
- 1599 - أوليفر كرومويل، عسكري وسياسي إنجليزي.
- 1823 - السلطان عبدالمجيد الاول، خليفة وسلطان عثماني
- 1874 - غولييلمو ماركوني، عالم فيزياء إيطالي حاصل على جائزة نوبل في الفيزياء عام 1909.
- 1900 - فولفغانغ باولي، عالم فيزياء نمساوي حاصل على جائزة نوبل في الفيزياء عام 1945.
- 1903 - أندريه كولموغوروف، عالم رياضيات روسي.
- 1913 - عبد الحميد جودة السحار، أديب مصري.
- 1917 - إلا فيتزجيرالد، مغنية أمريكية.
- 1921 - بدر الدين الكيلاني، فقيه مسلم وسياسي وشاعر سوري.
- 1927 - فاطمة موسى، أكاديمية وناقدة ومترجمة مصرية.
- 1934 - عادل صادق، مخرج مصري.
- 1940 - آل باتشينو، ممثل أمريكي.
- 1941 - الأميرة منى الحسين، والدة ملك الأردن عبد الله الثاني بن الحسين.
- 1945 - ماجدة عز، راقصة باليه مصرية.
- 1946 - علي بدرخان، مخرج مصري.
- 1947 - يوهان كرويف، لاعب كرة قدم هولندي.
- 1949 - دومينيك ستراوس كان، مدير صندوق النقد الدولي.
- 1961 - عبير عيسى، ممثلة أردنية.
- 1969 - رينيه زيلويغر، ممثلة أمريكية.
- 1970 -
  - محمد رياض، ممثل مصري.
  - جايسون لي، ممثل أمريكي.
  - توموكو كاواكامي، ممثلة أداء صوتي يابانية.
- 1976 -
  - راينر شوتلر، لاعب كرة مضرب ألماني.
  - جلبرتو، لاعب كرة قدم برازيلي.
- 1985 - كلوديا حنا، مغنية عراقية.
- 1989 - فيصل العمري، ممثل سعودي.
- 1993 - رافائيل فاران، لاعب كرة قدم فرنسي.

## وفيات
- 1595 - توركواتو تاسو، شاعر إيطالي.
- 1744 - أندرس سلزيوس، عالم فلك ورياضيات وفيزياء سويدي.
- 1941 - محمود صبح، موسيقار مصري.
- 1960 - فهد بورسلي، شاعر كويتي.
- 1992 - يوتاكا أوزاكي، مغني ياباني.
- 1995 - جنجر روجرز، ممثلة أمريكية.
- 1997 - سمير وحيد، ممثل مصري.
- 2007 - ألان بول، لاعب ومدرب كرة قدم إنجليزي.
- 2014 - تيتو فيلانوفا، مُدرِّب نادي برشلونة سابقًا.
- 2016 - خلدون المالح، مُخرج سوري.

## أعياد ومناسبات
- يوم أنزاك في أستراليا ونيوزيلندا.
- عيد تحرير سيناء.
- عيد العلم في جزر فارو.
- عيد العلم في سوازيلاند.
- عيد الحرية في البرتغال.
- يوم التحرير في إيطاليا.
- يوم الشجرة في ألمانيا.
- ذكرى تأسيس الجيش الشعبي الكوري الشمالي.
- يوم الوعي بمرض الملاريا.
- يوم D.N.A في ذكرى اكتشاف جيمس واتسون وفرنسيس كريك للحمض النووي الريبوزي منقوص الأكسجين عام 1953.
- اليوم الدولي للمندوبين.

## وصلات خارجية
- وكالة الأنباء القطريَّة: حدث في مثل هذا اليوم.
- النيويورك تايمز: حدث في مثل هذا اليوم.
- BBC: حدث في مثل هذا اليوم.